# بد اوسی
بد اوسی (به آلمانی: Bad Aussee) یک منطقهٔ مسکونی در اتریش است که در ناحیه لیتسن واقع شده‌است. بد اوسی ۸۲٫۰۳ کیلومتر مربع مساحت دارد ۶۵۹ متر بالاتر از سطح دریا واقع شده‌است.

## خواهرخوانده
شهر پلزیر، ایولین خواهرخواندهٔ بد اوسی هست.